# تفسير الخزرجي
تفسير الخزرجي، أو المسمى بـ: نفس الصباح في غريب القرآن وناسخه ومنسوخه: هو كتاب للمؤلف أبي جعفر أحمد بن عبد الصمد الخزرجي (ت: 592هـ)، جمع فيه بين علمي الغريب، والناسخ والمنسوخ، وهما جزء من علوم القرآن، وقد استفاد كثيرا ممن قبله مثل: أبي عبيدة، وابن قتيبة، وابن حزم، وابن سلامة، وابن حبيب، ومجاهد، واليزيدي، وابن عزيز، ومكي بن أبي طالب، وابن العربي والنحاس، وغيرهم.
وتتجلى أهمية الكتاب في أنه يعين على فهم أسرار القرآن الكريم وإدراك معانيه، وذلك بالجمع بين علمين هما من أجل علوم القرآن، فعلم الغريب يعنى بتفسير الكلمات الغريبة في القرآن الكريم، وعلم الناسخ والمنسوخ يعنى بذكر الآيات الناسخة والمنسوخة.
قال الدكتور عبد الكبير العلوي المدغري عن الكتاب: "تناول الكلام فيه على النحو العلمي الهام بأسلوب جديد، ونمط خاص، لم يعهد عند غيره من المؤلفين الذين يتناولونه بالاقتصار على بعض الآيات من الكتاب المبين.

## زمن تأليف الكتاب
يُعتقد أن تأليف الكتاب تم بين سنتي 558هـ و580هـ، في مدة خلافة أبي يعقوب الموحدي.

## الموضوع العام للكتاب
هذا الكتاب -كما هو واضح من عنوانه- يجمع بين علمين من علوم القرآن وهما:
- غريب القرآن. وهو: ما وقع في القرآن من الألفاظ البعيدة عن الفهم. سمي بذلك لبعده عن ظاهر الفهم، أو لأنه كالمنفرد عن الألفاظ الأخرى القريبة للفهم، وسبب الغرابة قد يكون لقلة استعمال الكلمة، أو لاستعمالها في كناية أو استعارة أو مجاز، أو لقلة علم القارئ والسامع باللغة، وهو كثير جدا، وازداد كثرة باختلاط العرب بالعجم، وبعد العهد عن عصر الصحابة رضي الله عنهم.[1] وقد ألف العلماء فيه كتبا مفردة، مثل كتاب: غريب القرآن لابن قتيبة، والتبيان في تفسير غريب القرآن لابن الهانم.
- الناسخ والمنسوخ، وهو: إبدال حكم شرعي بحكم آخر لحكمة يراها الله في مصلحة عباده، تكون في غالب الأمر للتخفيف عنهم.[4] وقد أفرد العلماء في الناسخ والمنسوخ، مثل كتاب: الناسخ والمنسوخ لقتادة، والناسخ والمنسوخ للزهري، وناسخ القرآن ومنسوخه لابن الجوزي.

ورغم أنه نص على أن الكتاب في هذين العلمين فقط إلا أنه ذكر المكي والمدني، فيبدأ السورة غالبا بذكر كونها مدنية أو مكية، وكذلك يذكر القراءات في الكلمة.

## منهجه في الكتاب
- رتب المؤلف كتابه على أحزاب القرآن الكريم.
- جمع المؤلف في كتابه بين الغريب والناسخ والمنسوخ، فوضع علمين في كتاب واحد.
- في ترتيبه للأحزاب رتب كل واحد منها على أساس تقديم غريبه أولا، ثم ناسخه ومنسوخه، واهتم بالغريب وأورد القراءات ووجهها.
- اهتم بالمكي والمدني وأسباب النزول، وخاصة في أوائل السور.
- مهد للغريب بفصل مختصر في أول الكتاب بعد الخطبة مباشرة وعرف فيه بطبيعة ألفاظ القرآن، وقال فيه: «إن من غريب ألفاظ القرآن حروفا يكثر ورودها، وتحتاج باتساع معانيها إلى الزيادة في بيانها» وهو ما خدمه في هذا الكتاب.
- ذكر القواعد التي يجب مراعاتها في معرفة الغريب والناسخ والمنسوخ.
- توسع في الغريب وبينه وفصل في ذكره.
- كان يبدأ بذكر السورة مكية أو مدنية، ثم يبدأ بذكر الغريب دون أن يتعرض للناسخ والمنسوخ حتى ينتهي من الحزب، ثم يبدأ بسرد الناسخ والمنسوخ في هذا الحزب.[5]

## مميزات الكتاب
- التسلسل في عرض المادة من حزب لآخر.
- احتواءه على حصيلة وثروة ضخمة من مفردات غريب القرآن.
- الأمانة العلمية وتتجلى في: نسبة الأفكار والتفسيرات والأقوال لأصحابها.
- الجمع بين علمين من علوم القرآن وهما الغريب والناسخ والمنسوخ، وقد احتوى الكتاب عليهما أصالة، مع احتوائه على علوم أخرى في ثنايا الكتاب، كالمكي والمدني.
- الجمع بين طريقتين في التأليف وهما الترتيب وفق المصحف، والترتيب المعجمي.
- الأسلوب الأدبي، والتفصيل في عرض المعاني للفظة الواحدة.
- اللغة الواضحة السهلة حيث يعد أيسر وأوضح من كتب التفسير الأخرى.
- تنوع المصادر التي رجع إليها في كتابه ووفرتها، والاعتماد على أمهات الكتب ومصادر التفسير.[6]

## طبعات الكتاب
- الطبعة الأولى: طبعة دار الأوقاف والشؤون الدينية في المملكة المغربية، بتحقيق: محمد عز الدين الإدريسي، وقد طبع عام 1414ه في جزأين.
- الطبعة الثانية: طبعة دار الكتب العلمية في جزء واحد، وقد طبع سنة 1429هـ.